# 신조 쓰요시
신조 쓰요시(일본어: 新庄 剛志, 1972년 1월 28일 ~ )는 나가사키현 시모아카다군 미쓰시마정 (현 : 쓰시마시)에서 태어나 후쿠오카현 후쿠오카시 미나미구 출신의 전 프로야구 선수(외야수)이며 현 야구 지도자이다. 현재 홋카이도 닛폰햄 파이터스 감독이다. 은퇴 후에는 탤런트, 사업가 크리에이터(상품 프로듀서, 화가 등), 지방 경마 마주이자 주식회사 레하사후 소속. 홋카이도 닛폰햄 파이터스 시절의 등록명은 ‘SHINJO, 전처는 탤런트 오코치 시호이고, 2007년에 공주포상을 받았다.
메이저 리그 월드 시리즈에 처음 출전한 일본인 선수이기도 하다(2002년).
개인 사무소 주식회사 쓰요시 고 엔터프라이즈에 소속된 2001년부터 2009년까지 아워 송스 크리에이티브 (케이 대시 그룹)와 업무 제휴 탤런트 활동 등을 실시했다. 2008년에 주식회사 레하사후를 설립하여 이사로 취임하고 2012년에 플루파에서 2013년부터 사무실 전술에서 관리 협력을 얻었다.

## 인물
전 한신 타이거스, 홋카이도 닛폰햄 파이터스의 야구 선수였다.2021년 시즌을 마치고 홋카이도 닛폰햄 파이터스 신임감독이 되었다.

## 상세 정보

### 출신 학교
- 서일본 단기 대학 부속 고등학교

### 선수 경력
NPB
- 한신 타이거스(1990년 ~ 2000년)
- 홋카이도 닛폰햄 파이터스(2004년 ~ 2006년)

MLB
- 뉴욕 메츠(2001년, 2003년)
- 샌프란시스코 자이언츠(2002년)

### 지도자 경력
- 홋카이도 닛폰햄 파이터스 감독(2022년 ~ 현재)

### 수상 경력
- 베스트 나인 : 3회(1993년, 2000년, 2004년)
- 골든 글러브상 : 10회(1993년 ~ 1994년, 1996년 ~ 2000년, 2004년 ~ 2006년)※ 수상작 역대 3 위 (2012년 시즌 종료 기준)
- JA 전농 Go·Go상 : 6회(호포상 : 1992년 6월, 1995년 6월, 2004년 6월/최다 2루타상 : 2004년 8월/강한 어깨상 : 1997년 9월, 2004년 9월)※ 수상작 역대 최다 : 2004년 3회, 시바하라 히로시와 더불어 역대 연간 최다 (2012년 시즌 종료 기준)
- 우수 JCB · MEP 상 : 3회(1993년, 1994년, 2000년)
- 삿포로 돔 MVP(야구 부문 : 2004년)
- 올스타전 MVP : 2회(1999년 제3차전, 2004년 제2차전)
- 올스타전 우수 선수상 : 3회(1999년 제2차전, 2000년 제3차전, 2006년 제1차전)

### 등번호
- 63(1990년 ~ 1992년, 2006년 9월 27일)
- 5(1993년 ~ 2003년)
- 1(2004년 ~ 2006년 9월 26일, 2006년 9월 28일 ~ 10월 26일, 2022년 ~ )

### 등록명
- 新庄 剛志(1990년 ~ 2003년)※본명
- SHINJO(2004년 ~ 2006년)※성의 알파벳 표기는 일본 프로 야구 최초
- BIGBOSS(2022년 ~ 현재)※ 일본프로야구 사상 최초로 감독이 별명으로 등록명